# Gerd Meyer
Gerd Meyer (ur. 8 lipca 1942 w Berlinie) – niemiecki politolog, historyk i germanista.
Po maturze w Gimnazjum im. Scharnhorsta w Hildesheim studiował w latach 1961-1968 politologię, historię i germanistykę na uniwersytetach w Hamburgu, Tybindze oraz na Wolnym Uniwersytecie w Berlinie
W roku 1969 został promowany na doktora filozofii na podstawie pracy o polityce radzieckiej w stosunku do Niemiec w roku 1952.
W roku akademickim 1969/1970 przebywał na Uniwersytecie Harvarda jako Associate przy Russian Research Center. 
W latach 1970–1976 uzyskał habilitację w dziedzinie politologii na podstawie pracy o „Biurokratycznej Władzy w ZSRR”. W roku 1977 został powołany na stanowisko profesora na Uniwersytecie w Tybindze, w latach 1979-1981 oraz 1994/1995 był dyrektorem Instytutu Politologii.
W roku 1984 był gościnnym profesorem Columbia University, w roku 1991 na Graduate School for International Studies w Denver. W roku akademickim 1991/1992 sprawował obowiązki dziekana wydziału nauk społecznych uniwersytetu w Tybindze. W latach 1994 i 1997 wykładał gościnnie na uniwersytecie w Petersburgu i na uniwersytecie im. Łomonosowa w Moskwie, w roku 1995 na Jackson School for International Studies University of Washington w Seattle. 
W roku 2001 był wykładowcą Collegium Civitas w Warszawie, w roku 2002 w Moskwie, w roku 2003 na Central European University w Budapeszcie. 1 października 2007 przeszedł w stan spoczynku.
W roku 2008 otrzymał doktorat honorowy Uniwersytetu Warszawskiego.